# Terra Indígena Mãe Maria
A Terra Indígena Mãe Maria é uma terra indígena brasileira, localizada no município de Bom Jesus do Tocantins, no estado do Pará. Regularizada e tradicionalmente ocupada, tem uma área de 62 488 hectares e uma população de 670 pessoas, do povo Gavião Parkatejê e grupos Gavião do Oeste e Gavião da Montanha. Foi homologada em 20 de agosto de 1986, pelo então presidente José Sarney possuindo área de 62.488 hectares. Apresenta como limites os igarapés Flecheiras e Jacundá, afluentes da margem direita do curso médio do rio Tocantins. Segundo a Fundação Nacional de Saúde (FUNASA), sua população em 2010 era de 782 habitantes.
Os principais povos Gaviões remanescentes encontram-se na Terra Indígena Mãe Maria, aldeados ao longo da BR-222. O Grupo que habita no Km 30 se autodenomina Parakatejê ou Rorokateyê, os que habitam no Km 34 se autodenominam Kyikatejê ou Koykateyê. A primeira aldeia construída na terra indígena também chamada de Kaikoturé, foi inaugurada em julho de 1984, está localizada a cerca de 30 km da cidade de Marabá, o principal núcleo urbano da região, e a 16 km do distrito de Morada Nova e a cerca de um quilometro da rodovia que cruza a reserva.
A terra indígena é cortada por uma linha de transmissão da Eletronorte, originada na Usina Hidrelétrica de Tucuruí e pela Estrada de Ferro Carajás, da Vale, em um trecho de 18 quilômetros. De acordo com a Fundação Nacional do Índio (FUNAI), a título de compensação pelos danos sócio-ambientais causados pela presença da estrada de ferro dentro da área indígena, são pagos aos dois povos que habitam a reserva R$ 394 mil por mês. Além disso, a reserva também é cortada pela Rodovia BR-222, numa extensão de 20,8 quilômetros e com abrangência de 80 metros de largura.